# Crkva Blažene Djevice Marije u Klupcima
Crkva Blažene Djevice Marije je rimokatolička crkva u mjestu Klupci-dio, gradu Krapinske Toplice, zaštićeno kulturno dobro.

## Opis dobra
Crkva je smještena na brijegu. Prvi put se spominje u vizitaciji iz 1639. g. Jednobrodna dvotravejna crkva svetištem je okrenuta prema jugu. Sakristija s dva nejednaka traveja prigrađena je uz istočnu stranu. Crkva ima tlocrt izduženog pravokutnika sa stranicama koje nisu paralelne i trostranim začeljem užeg svetišta. Glavni oltar je iz 18. st., a dva bočna kasnoklasicistička iz 19. st. vjerojatno su rad krapinskog kipara Jakova Bizjaka. Osim oltara u crkvi se nalaze i dvije ispovjedaonice, od kojih je jedna iznimno rijetkih tipoloških stilskih karakteristika, izrađena je u klasicističkom stilu kraja 18. st.

## Zaštita
Pod oznakom Z-2233 zavedena je kao nepokretno kulturno dobro - pojedinačno, pravnog statusa zaštićena kulturnog dobra, klasificirano kao "sakralna graditeljska baština".